# François Tassé
Pour les articles homonymes, voir Tassé (homonymie).
François Tassé est un acteur québécois né à Ville-Saint-Laurent (aujourd'hui un arrondissement de la ville de Montréal) le 17 février 1938.

## Biographie
Joseph François Alexis Tassé nait en 1938 à Ville-Saint-Laurent. Il est le fils de René Tassé, vendeur, et Cécile Vadeboncœur.

## Filmographie

### Comédien
- 1960 : Les Cinq Dernières Minutes, épisode no 16 : Dernier cri de Claude Loursais série télévisée
- 1960 : La Côte de sable (série télévisée) : Frédéric
- 1960 : Sous le signe du lion (série télévisée) : Maurice
- 1963 : Ti-Jean caribou (série télévisée) : Ti-Jean Caribou
- 1963 : De 9 à 5 (série télévisée) : Hugues
- 1964 : La Fin des étés
- 1964 : À tout prendre
- 1966 : Rue des Pignons (série télévisée) : Philippe Lavergne
- 1966 : Moi et l'Autre (série télévisée) : José Fernandez
- 1967 : Waiting for Caroline : Marc
- 1967 : D'Iberville (série télévisée) : Jacques LeMoyne
- 1968 : Grujot et Délicat (série télévisée) : Tommie l'Écossais
- 1970 : Act of the Heart : Party
- 1971 : La Feuille d'érable (série télévisée) : Julien Bellerose
- 1972 : Les Forges de Saint-Maurice (série télévisée) : Dautel
- 1974 : Les Faucheurs de marguerites (feuilleton TV) : Wilbur Wright
- 1975 : Rosa (série télévisée) : Alfred
- 1977 : Poets on Film No. 3 (voix)
- 1977 : Le soleil se lève en retard : Claude Beaulieu
- 1977 : Dominique (série télévisée)
- 1980 : Aéroport: Jeux du hasard (TV) : François
- 1982 : La Bonne Aventure (série télévisée) : Me Gilles Langlois
- 1987 : Laurier (mini-série) : Cardinal Vanutelli
- 1987 : Bonjour docteur (série télévisée) : Jean-Pierre Auger
- 1990 : La Misère des riches (série télévisée) : Dr Tracy
- 1990 : Desjardins : La Vie d'un homme, l'histoire d'un peuple (mini-série) : Laurier
- 1991 : Les Naufragés du Labrador (TV) : Arthur Bleteau
- 1991 : Black Robe : Father Bourque
- 1992 : The Dance Goes On
- 1992 : Montréal ville ouverte (série télévisée) : Me Camirand
- 1995 : Moi et l'Autre (série télévisée) : François
- 1995 : Erreur sur la personne : Voix escroqué no 2 (voix)
- 1997 : Le Masque (série télévisée) : Antoine Leduc
- 1997 : Sous le signe du lion (série télévisée) : Edmour Théberge
- 1998 : La Part des anges (série télévisée) : Napoléon Lagacé
- 2002 : Les Super Mamies (série télévisée) : Jacques Éthier

### Scénariste
- Scénario : Le Quatrième âge (1977) et Trois jours de grâce (1978)
- Mon nom (1980)